# Barry Beckham
Barry Earl Beckham (Filadélfia, 19 de março de 1944) é um dramaturgo e romancista estadunidense.

## Biografia
Beckham nasceu em 1944 na Filadélfia, filho de Clarence e Mildred (nascida William) Beckham. Aos nove anos, mudou-se com a mãe para um bairro afro-americano em Atlantic City, Nova Jérsei. Ele se formou na Atlantic City High School e, em 1962, ingressou na Universidade Brown como um dos oito estudantes negros no primeiro ano e um dos três graduados negros em 1966.
Ele começou seu primeiro romance, My Main Mother (1969), quando estava no último ano na Universidade Brown. Beckham terminou o romance aos 25 anos em 1969. Ele se formou em 1966 com uma licenciatura em Inglês. Seu segundo romance, Runner Mack (1972), foi indicado ao National Book Award.
Sua peça Garvey Lives! (1971), sobre o nacionalista negro nascido na Jamaica, Marcus Garvey, foi produzida por George Houston Bass do Rite and Reason Theatre, um grupo de teatro negro na Universidade Brown.
Beckham retornou a Brown em 1970 como professor visitante de Inglês e Estudos Afro-Americanos. Ele teve uma carreira de 17 anos na universidade, incluindo vários anos como chefe do programa de pós-graduação em criação literária.